# 179678 Rietmeijer
179678 Rietmeijer è un asteroide della fascia principale. Scoperto nel 2002, presenta un'orbita caratterizzata da un semiasse maggiore pari a 2,4349671 UA e da un'eccentricità di 0,1672288, inclinata di 6,74359° rispetto all'eclittica.